# Aiguafreda (ort)
Aiguafreda är en ort i Spanien.   Den ligger i provinsen Província de Barcelona och regionen Katalonien, i den östra delen av landet, 500 km öster om huvudstaden Madrid. Aiguafreda ligger 524 meter över havet och antalet invånare är 2 308.
Terrängen runt Aiguafreda är kuperad. Runt Aiguafreda är det ganska tätbefolkat, med 60 invånare per kvadratkilometer. Närmaste större samhälle är Granollers, 18,0 km söder om Aiguafreda. I omgivningarna runt Aiguafreda växer i huvudsak blandskog.